# Vi var tretton i klassen
Vi var tretton i klassen är en kriminalroman av Maria Lang (pseudonym för Dagmar Lange), utgiven första gången 1973 på bokförlaget Norstedts. Romanen har översatts till danska, norska, finska och franska.

## Handling
Det är Fredrika Lagervalls idé att de forna klasskamraterna ska samlas för en munter vårfest. Men särskilt muntert blir det inte, trots att hon sliter hårt för att förverkliga sitt påhitt. Och kriminalkommissarie Christer Wijk finner det mesta förbryllande: mordmedlet, tavlan med benranglet, mysterierna i nuet och i det förgångna.